# عبد الرحمن حسن
عبد الرحمن حسن محمود العمروسي والشهير ب عبدالرحمن ظاظا (10 أبريل 1992 -) هو ممثل مصري .

## سيرته المهنية والذاتية
- تخرج في كلية التجارة بالقاهرة وبدأ الحياة المهنية بالتمثيل في المسرحيات ،وكان الأمر مصادفة فلم يكن في خاطره أن يصبح ممثلاً، ويرجع إلي أن أحد الأصدقاء الذي جعله أن يشارك في بعض تجارب الأداء في عام 2015، وتم اختياره لتقديم عروض مسرحية كوميدية، ومن هنا كانت البداية.
- قام باختياره المخرج أحمد الجندي للمشاركة في مسلسل رجالة البيتعام 2020 ثم فيلم وقفة رجالة عام 2021 [4]

مسلسل “ الكبير أوي”الجزء السادس عام 2022 والجزء السابع عام 2023.
- عرفه للجمهور بشخصية طبازة [5]

مسلسل الكبير أوي عام 2022 وكان ذلك سبب شهرته.

## أعماله
أفلام
- وقفة رجالة (فيلم) 2021
- روكي الغلابة 2025

مسلسلات
- الكبير أوي 6 (مسلسل) (طبازة) 2022
- الكبير أوي 7 (مسلسل) (طبازة) 2023[6]
- حرب الزواج (مسلسل) (هشام أخو أيمن سعد) 2023 الجزء الأول من الحلقة 11 إلى 20 - الجزء الثاني من 1 إلى 15 منذ 2024
- العيلة دي (مسلسل) (وليد) 2022
- رجالة البيت (مسلسل) 2020
- عايشة الدور (مسلسل) 2025

مسرحيات
قدم مسرحيات عدة أبرزها
- مسرحية الفلكي. 2015
- مسرحية شبه الجزيرة .2014